# Steve Clifford
Steven Gerald Clifford (Island Falls, 17 september 1961) is een Amerikaans basketbalcoach.

## Carrière
Clifford speelde collegebasketbal voor de UMF Beavers van 1979 tot 1983. Na te zijn afgestudeerd werkte hij eerst als leerkracht op Woodland HS, waar hij ook het basketbalteam coachte. In 1985 ging hij aan de slag als assistent-coach bij Saint Anselm College. In het seizoen 1989/90 was hij assistent bij de Fairfield Stags en daarna gedurende vier jaar bij de Boston University Terriers. In 1994 werd hij assistent bij de Siena Saints, om na een seizoen hoofcoach te worden bij de Adelphi Panthers. In het seizoen 1999/00 was hij assistent-coach bij de East Carolina Pirates.
In 2000 werd hij scout bij de New York Knicks en in 2001 tekende hij als assistent-coach in de NBA bij de New York Knicks onder hoofdcoach Jeff Van Gundy en Don Chaney die eerste volgde hij in 2003 naar de Houston Rockets. In 2007 werd hij assistent onder Jeff Van Gundy's broer Stan Van Gundy bij de Orlando Magic en bleef bij de club tot in 2012. In het seizoen 2012/13 was hij assistent-coach bij de Los Angeles Lakers onder Mike D'Antoni.
In 2013 werd hij hoofdcoach van de Charlotte Bobcats die een jaar later hun naam veranderde in de Charlotte Hornets. Hij bleef bij deze club tot in 2018. Hij tekende voor het seizoen 2018/19 bij de Orlando Magic en bleef er coach tot in 2021. In 2022 keerde hij terug naar de Charlotte Hornets als hoofdcoach.